# Campionati del mondo di corsa campestre 2000
Il XXVIII Campionato mondiale di corsa campestre si è disputato a Vilamoura, in Portogallo, dal 18 al 19 marzo 2000 allo Sporting Complex of Vilamoura. Vi hanno preso parte 805 atleti in rappresentanza di 76 nazioni. Il titolo maschile è stato vinto da Mohammed Mourhit mentre quello femminile da Derartu Tulu.

## Nazioni partecipanti
Qui sotto sono elencate le nazioni che hanno partecipato a questi campionati (tra parentesi il numero degli atleti per ciascuna nazione):
- Algeria (24)
- Andorra (3)
- Argentina (2)
- Australia (4)
- Austria (1)
- Azerbaigian (2)
- Bielorussia (24)
- Belgio (17)
- Bolivia (1)
- Bosnia ed Erzegovina (1)
- Botswana (5)
- Brasile (20)
- Burundi (2)
- Canada (34)
- Capo Verde (3)
- Cile (2)
- Colombia (10)
- Croazia (2)
- Danimarca (1)
- Ecuador (8)
- Egitto (7)
- Eritrea (9)
- Estonia (2)
- Etiopia (36)
- Finlandia (10)
- Francia (20)

- Georgia (1)
- Germania (11)
- Giappone (22)
- Gibilterra (12)
- Gran Bretagna (35)
- India (20)
- Irlanda (17)
- Israele (1)
- Italia (25)
- Jugoslavia (4)
- Kazakistan (2)
- Kenya (36)
- Kiribati (4)
- Kirghizistan (3)
- Libano (10)
- Lesotho (2)
- Marocco (29)
- Messico (6)
- Nepal (2)
- Norvegia (8)
- Nuova Zelanda (7)
- Paesi Bassi (11)
- Palestina (5)
- Polonia (3)
- Portogallo (34)

- Qatar (12)
- Romania (7)
- Russia (17)
- Ruanda (5)
- Seychelles (1)
- Slovacchia (2)
- Slovenia (4)
- Spagna (36)
- Sudafrica (14)
- eSwatini (1)
- Svezia (4)
- Svizzera (2)
- Tagikistan (7)
- Tanzania (19)
- Tunisia (8)
- Turchia (6)
- Turkmenistan (15)
- Ucraina (1)
- Uganda (10)
- Stati Uniti (35)
- Uzbekistan (20)
- Venezuela (6)
- Yemen (4)
- Zambia (4)
- Zimbabwe (5)

## Risultati
I risultati del campionato sono stati:

### Individuale (uomini seniores)
| Pos. | Atleta            | Nazione    | Tempo (m's") |
| ---- | ----------------- | ---------- | ------------ |
|      | Mohammed Mourhit  | Belgio     | 35'00"       |
|      | Assefa Mezegebu   | Etiopia    | 35'01"       |
|      | Paul Tergat       | Kenya      | 35'02"       |
| 4    | Patrick Ivuti     | Kenya      | 35'03"       |
| 5    | Wilberforce Talel | Kenya      | 35'06"       |
| 6    | Paul Koech        | Kenya      | 35'22"       |
| 7    | Charles Kamathi   | Kenya      | 35'51"       |
| 8    | Sergiy Lebid      | Ucraina    | 35'52"       |
| 9    | Abdellah Béhar    | Francia    | 35'55"       |
| 10   | Eduardo Henriques | Portogallo | 35'56"       |
| 11   | Abraham Cherono   | Kenya      | 36'00"       |
| 12   | Domingos Castro   | Portogallo | 36'01"       |

### Squadre (uomini seniores)
| Paul Tergat       | 3    |
| Patrick Ivuti     | 4    |
| Wilberforce Talel | 5    |
| Paul Koech        | 6    |
| (Charles Kamathi) | (7)  |
| (Abraham Cherono) | (11) |

| Assefa Mezegebu  | 2    |
| Lemma Alemayehu  | 16   |
| Tesfaye Tola     | 23   |
| Amebesse Tolossa | 27   |
| (Dereje Tadesse) | (44) |
| (Debebe Demisse) | (74) |

| Eduardo Henriques   | 10   |
| Domingos Castro     | 12   |
| António Pinto       | 22   |
| Paulo Guerra        | 25   |
| (Alfredo Bráz)      | (56) |
| (Alberto Maravilha) | (65) |

- Nota: gli atleti tra parentesi non hanno concorso al punteggio totale della squadra

### Individuale (uomini tracciato corto)
| Pos. | Atleta          | Nazione  | Tempo (m's") |
| ---- | --------------- | -------- | ------------ |
|      | John Kibowen    | Kenya    | 11'11"       |
|      | Sammy Kipketer  | Kenya    | 11'12"       |
|      | Paul Kosgei     | Kenya    | 11'15"       |
| 4    | Leonard Mucheru | Kenya    | 11'21"       |
| 5    | Abraham Chebii  | Kenya    | 11'25"       |
| 6    | Haylu Mekonnen  | Etiopia  | 11'27"       |
| 7    | Philip Mosima   | Kenya    | 11'29"       |
| 8    | Saïd El Wardi   | Marocco  | 11'33"       |
| 9    | Laïd Bessou     | Algeria  | 11'34"       |
| 10   | Sergiy Lebid    | Ucraina  | 11'36"       |
| 11   | Abiyote Abate   | Etiopia  | 11'36"       |
| 12   | Martin Sulle    | Tanzania | 11'37"       |

### Squadre (uomini tracciato corto)
| John Kibowen     | 1   |
| Sammy Kipketer   | 2   |
| Paul Kosgei      | 3   |
| Leonard Mucheru  | 4   |
| (Abraham Chebii) | (5) |
| (Philip Mosima)  | (7) |

| Haylu Mekonnen  | 6    |
| Abiyote Abate   | 11   |
| Dagne Alemu     | 14   |
| Million Wolde   | 15   |
| (Daniel Zegeye) | (32) |
| (Mohamed Awol)  | (43) |

| Saïd El Wardi       | 8     |
| Ali Ezzine          | 13    |
| Aziz Driouche       | 18    |
| Youssef Baba        | 29    |
| (Salah El Ghazi)    | (40)  |
| (Abdelhak El Gorch) | (108) |

- Nota: gli atleti tra parentesi non hanno concorso al punteggio totale della squadra

### Individuale (uomini under 20)
| Pos. | Atleta               | Nazione  | Tempo (m's") |
| ---- | -------------------- | -------- | ------------ |
|      | Robert Kipchumba     | Kenya    | 22'49"       |
|      | Duncan Lebo          | Kenya    | 22'52"       |
|      | John Cheruiyot Korir | Kenya    | 22'55"       |
| 4    | Philemon Kemei       | Kenya    | 23'04"       |
| 5    | Martin Sulle         | Tanzania | 23'14"       |
| 6    | Faustin Baha         | Tanzania | 23'27"       |
| 7    | Edwin Koech          | Kenya    | 23'33"       |
| 8    | Beruk Debrework      | Etiopia  | 23'40"       |
| 9    | Teref Dessalege      | Etiopia  | 23'51"       |
| 10   | Kiplimo Muneria      | Kenya    | 24'03"       |
| 11   | Martin Toroitich     | Uganda   | 24'08"       |
| 12   | Alemayehu Lema       | Etiopia  | 24'14"       |

### Squadre (uomini under 20)
| Robert Kipchumba     | 1    |
| Duncan Lebo          | 2    |
| John Cheruiyot Korir | 3    |
| Philemon Kemei       | 4    |
| (Edwin Koech)        | (7)  |
| (Kiplimo Muneria)    | (10) |

| Beruk Debrework   | 8    |
| Teref Dessalege   | 9    |
| Alemayehu Lema    | 12   |
| Midekssa Diriba   | 18   |
| (Demissie Girma)  | (31) |
| (Tadesse Feyissa) | (65) |

| Martin Toroitich  | 11   |
| Paul Wakou        | 15   |
| Job Sikoria       | 20   |
| Johnny Okello     | 22   |
| (Boniface Kiprop) | (27) |

- Nota: gli atleti tra parentesi non hanno concorso al punteggio totale della squadra

### Individuale (donne seniores)
| Pos. | Atleta           | Nazione       | Tempo (m's") |
| ---- | ---------------- | ------------- | ------------ |
|      | Derartu Tulu     | Etiopia       | 25'42"       |
|      | Gete Wami        | Etiopia       | 25'48"       |
|      | Susan Chepkemei  | Kenya         | 25'50"       |
| 4    | Lydia Cheromei   | Kenya         | 26'02"       |
| 5    | Paula Radcliffe  | Gran Bretagna | 26'03"       |
| 6    | Leah Malot       | Kenya         | 26'09"       |
| 7    | Sonia O'Sullivan | Irlanda       | 26'20"       |
| 8    | Merima Denboba   | Etiopia       | 26'23"       |
| 9    | Ayelech Worku    | Etiopia       | 26'36"       |
| 10   | Ruth Kutol       | Kenya         | 26'38"       |
| 11   | Irene Kipchumba  | Kenya         | 26'45"       |
| 12   | Deena Drossin    | Stati Uniti   | 26'59"       |

### Squadre (donne seniores)
| Derartu Tulu    | 1    |
| Gete Wami       | 2    |
| Merima Denboba  | 8    |
| Ayelech Worku   | 9    |
| (Berhane Adere) | (14) |
| (Asha Gigi)     | (28) |

| Susan Chepkemei     | 3    |
| Lydia Cheromei      | 4    |
| Leah Malot          | 6    |
| Ruth Kutol          | 10   |
| (Irene Kipchumba)   | (11) |
| (Magdeline Chemjor) | (25) |

| Deena Drossin    | 12    |
| Jen Rhines       | 13    |
| Rachel Sauder    | 36    |
| Kimberly Fitchen | 37    |
| (Donna Garcia)   | (55)  |
| (Elva Dryer)     | (DNF) |

- Nota: gli atleti tra parentesi non hanno concorso al punteggio totale della squadra

### Individuale (donne tracciato corto)
| Pos. | Atleta           | Nazione       | Tempo (m's") |
| ---- | ---------------- | ------------- | ------------ |
|      | Kutre Dulecha    | Etiopia       | 13'00"       |
|      | Zahra Ouaziz     | Marocco       | 13'00"       |
|      | Margaret Ngotho  | Kenya         | 13'00"       |
| 4    | Paula Radcliffe  | Gran Bretagna | 13'01"       |
| 5    | Fatima Yvelain   | Francia       | 13'06"       |
| 6    | Yimenashu Taye   | Etiopia       | 13'07"       |
| 7    | Carla Sacramento | Portogallo    | 13'12"       |
| 8    | Sally Barsosio   | Kenya         | 13'16"       |
| 9    | Zhor El Kamch    | Marocco       | 13'17"       |
| 10   | Fernanda Ribeiro | Portogallo    | 13'17"       |
| 11   | Yamna Belkacem   | Francia       | 13'21"       |
| 12   | Rose Cheruiyot   | Kenya         | 13'22"       |

### Squadre (donne tracciato corto)
| Carla Sacramento | 7    |
| Fernanda Ribeiro | 10   |
| Helena Sampaio   | 13   |
| Marina Bastos    | 16   |
| (Inês Monteiro)  | (29) |
| (Anália Rosa)    | (45) |

| Kutre Dulecha      | 1    |
| Yimenashu Taye     | 6    |
| Getenesh Urge      | 17   |
| Genet Gebregiorgis | 31   |
| (Zenebech Tadese)  | (37) |
| (Lulit Legesse)    | (38) |

| Fatima Yvelain          | 5    |
| Yamna Belkacem          | 11   |
| Blandine Bitzner-Ducret | 18   |
| Rakiya Maraoui          | 23   |
| (Laurence Duquénoy)     | (30) |
| (Fatima Hajjami)        | (54) |

- Nota: gli atleti tra parentesi non hanno concorso al punteggio totale della squadra

### Individuale (donne under 20)
| Pos. | Atleta           | Nazione  | Tempo (m's") |
| ---- | ---------------- | -------- | ------------ |
|      | Vivian Cheruiyot | Kenya    | 20'34"       |
|      | Alice Timbilil   | Kenya    | 20'35"       |
|      | Viola Kibiwott   | Kenya    | 20'36"       |
| 4    | Hareg Sidelil    | Etiopia  | 20'38"       |
| 5    | Merima Hashim    | Etiopia  | 20'41"       |
| 6    | Fridah Domongole | Kenya    | 20'43"       |
| 7    | Eyerusalem Kuma  | Etiopia  | 20'45"       |
| 8    | Abebech Nigussie | Etiopia  | 20'48"       |
| 9    | Worknesh Kidane  | Etiopia  | 20'52"       |
| 10   | Dorcus Inzikuru  | Uganda   | 21'02"       |
| 11   | Rina Fujioka     | Giappone | 21'12"       |
| 12   | Pamela Kipchoge  | Kenya    | 21'19"       |

### Squadre (donne under 20)
| Vivian Cheruiyot  | 1    |
| Alice Timbilil    | 2    |
| Viola Kibiwott    | 3    |
| Fridah Domongole  | 6    |
| (Pamela Kipchoge) | (12) |
| (Gladys Ruto)     | (34) |

| Hareg Sidelil     | 4    |
| Merima Hashim     | 5    |
| Eyerusalem Kuma   | 7    |
| Abebech Nigussie  | 8    |
| (Worknesh Kidane) | (9)  |
| (Bezunesh Bekele) | (13) |

| Rina Fujioka   | 11    |
| Kaori Yoshida  | 14    |
| Tomomi Tagao   | 20    |
| Ikuko Nagao    | 33    |
| (Mami Ikeda)   | (50)  |
| (Naoko Sakata) | (DNF) |

- Nota: gli atleti tra parentesi non hanno concorso al punteggio totale della squadra

## Medagliere
Legenda
     Paese ospitante
| Posizione | Paese       | Oro | Argento | Bronzo | Totale |
| --------- | ----------- | --- | ------- | ------ | ------ |
| 1         | Kenya       | 7   | 4       | 6      | 17     |
| 2         | Etiopia     | 3   | 7       | 0      | 10     |
| 3         | Portogallo  | 1   | 0       | 1      | 2      |
| 4         | Belgio      | 1   | 0       | 0      | 1      |
| 5         | Marocco     | 0   | 1       | 1      | 2      |
| 6         | Francia     | 0   | 0       | 1      | 1      |
| 6         | Giappone    | 0   | 0       | 1      | 1      |
| 6         | Uganda      | 0   | 0       | 1      | 1      |
| 6         | Stati Uniti | 0   | 0       | 1      | 1      |
| Totale    | Totale      | 12  | 12      | 12     | 36     |